# Duhok
Duhok (Kurd: دهۆک, Romanitzat: Dihok; àrab: دهوك, romanitzat: Dohūk; siríac: ܒܝܬ ܢܘܗܕܪܐ, romanitzat: Beth Nohadra, Lishanid Noshan: דוהוך, romanitzat: Dohok) és una ciutat del Kurdistan iraquià que és la capital de la Governació de Dohuk i del districte homònim.

## Etimologia
El nom de "Duhok" prové dels mots kurds "du" (dos) i "hok" (terròs - moneda). Les caravanes, quan passaven per Duhok havien de pagar una taxa de dos "hoks". Segons una tradició que ha estat explicada per Sasson Nahum, Dohuk perimer s'anomenara "dohuk-e Dasinya", que significa "Dohuk dels Yazidites". Però, després que aquests fossin massacrats, la ciutat s'abandona i permet que s'hi assentin musulmans, cristians i jueus.

## Geografia
La ciutat de Duhok està situada al  nord d'Iraq, a prop de la frontera amb Turquia, a una alçada de 565 metres sobre el nivell del mar. El 2018  té 340.871 habitants i la seva zona horària és la UTC+3 (Hora aràbia estàndard).

### Clima
Segons la Classificació climàtica de Köppen, a Duhok, igual que a gran part de l'Alta Mesopotàmia, hi ha un clima mediterrani (Csa) amb estius càlids i secs i hiverns frescos i humits. La majoria de les precipitacions cauen en els mesos freds, sobretot a finals d'hivern i a principis de la primavera. A la ciutat hi pot nevar dos o tres dies a l'any. Els estius gairebé no hi plou gens. Els mesos que han tingut un rècord de temperatura alta són l'agost i el juliol (46 i 45°C respectivament), que són els mateixos que tenen una mitjana diària més alta (41 i 42°C respectivament). Per contra, els mesos que tenen una temperatura màxima mitjana inferior són el de gener i de desembre (11 i 13°C); que també són els que tenen la temperatura mínima mitjana més baixa (7 i 9 respectivament). Respecte la seva pluviositat, els mesos que tenen més dies de pluja són els de gener i març (13,1 i 12,2 dies de pluja respectivament); i els que plou menys dies són els de juny i setembre (2,5 i 3,1 dies de pluja respectivament).

### Demografia
A Duhok hi viuen persones de diversos grups ètnics. La majoria de la seva població són kurds i hi ha minories d'assiris, yazidites i d'àrabs. A més a més, també viuen a la ciutat desenes de milers de refugiats de Síria, la majoria kurds sirians, a banda d'altres desplaçats interns com yazidites i assiris que van fugir de Mosul quan l'ISIS va prendre el control de la ciutat.
Segons el govern de la regió del Kurdiatan iraquià, el març del 2024, a la regió hi viuen 631.174 persones, de les quals el 40% resideixen a la governació de Duhok. A més a més, hi ha 251.475 refugiats sirians, dels quals 131.000 viuen a la governació de Duhok.

## Història i arqueologia
La ciutat de Duhok té una història des de l'antiguitat relacionada amb els assiris i els hurrites, ja des del Període assiri mitjà i del regne d'Urartu. En aquesta època, la ciutat rebia el nom de Nuhadra.
En els segles XIII-XIV Duhok passa a formar part de la principalitat kurda de Bahdinan. Segons el llibre del viatger turk del segle XVII, Evliya Çelebi, Seyahatnâme (Llibre de Viatges), aquesta principalitat estava dividida entre Akre, Zaxo, Shixoyi, Duhok, Zibari i Muzuri.

### Període otomà
El 1820, Rich descriu Duhok com una petita ciutat que té 300 cases, que és la població més destacada de la tribu Doski. El missionar Henry Aaron Stern (1851) descriu que a Duhok hi viu una població diversa que també inclou residents jueus. Stern explica que el kiahya o  "alcalde de la ciutat" era un assiri de l'Església Catòlica Caldea. El 1859, el Rabbi Yehiel funda dos minyans (grups de deu jueus necessaris per a fer certs rituals) de jueus a la zona. Les comunitats islàmiques i assíries cristianes vivien, en aquesta època, en un centenar de llars.
El 1929 Duhok té uns 3.500 habitants, la majoria dels quals són kurds. Entre 550 propietaris de cases, hi ha 65 cristians assiris i 30 jueus.

### Segles XX i XXI
El 31 d'octubre de 1992 es funda la Universitat de Duhok.

### Arqueologia
L'any 2020 es fan unes excavacions arqueològiques a les montanyes Balyuz, a 10 km a l'oest de la ciutat. Els arqueòlegs hi troben una tableta amb inscripcions en grec antic que daten de l'any 165 aC. Aquestes refereixen al rei de la zona, Demetri I Soter.
A 7 km al sud-oest de Duhok hi ha la Cova de Halamata, un jaciment arqueològic que conté relleus assiris coneguts com a Relleus de Maltai. Aquests tenen relació amb el sistema de canalitzacions construïts pel rei assiri Sennàquerib (704-681 aC) per a portar aigua a la capital del seu regne, la ciutat de Nínive.

## Turisme i patrimoni
Entre els principals atractius patrimonials que tenen interès turístic destaquen:
- Vall i pantà de Duhok. A 2 km al nord de la ciutat.
- Vall de Zawita, a 16 km al nord-est de la ciutat.
- Bero Basifra, lloc natural amb diverses coves antigues que tenen escultures i gravats a les roques. Està a 18 km a l'est del subdistricte d'Atrush[20]
- Monestir Mars Ala de Duhok. El més gran i antic de la ciutat.
- Parc arqueològic i capelles de Takiyet Sheikh Mohammed Naqshbandi-Bamarni.
- Mesquita Alhaji Ahmed. Una de les més grans de la ciutat.
- Església del Sultan Mhanukht d'Araden. Restes arqueològiques i lloc de culte.
- Parc Azadi de Duhok